# Ascenso LPF Clausura 2019
El Torneo Clausura 2019 de la Liga Nacional de Ascenso (por motivo de patrocinio Liga Ascenso LPF Cable Onda) es el final de la temporada 2018-19 de la segunda división del fútbol de Panamá.
Este torneo arrancó el viernes 15 de marzo de 2019 y finalizó el viernes 17 de mayo de 2019.
El Campeón fue el Atlético Chiriquí derrotando en la final 2-1 al SD Atlético Nacional en tiempos extras.

## Formato
El Torneo Clausura 2019 consiste de una ronda regular en la que se enfrentan los ocho equipos todos contra todos a una sola vuelta.  Los cuatro primeros lugares clasificarán a las semifinales donde jugarán el primero contra el cuarto y el segundo contra el tercero. Los dos ganadores avanzarán a la final la cual se juega a partido único.
El campeón jugará ante Leones de América, campeón del Apertura 2018, por el ascenso a la Liga Panameña de Fútbol (Primera División). En caso de que Leones de América se corone campeón, ascenderá de manera directa.

## Equipos participantes
Un total de ocho equipos participan en el torneo Clausura 2019 de la Liga Ascenso LPF, siendo estos: SD Atlético Nacional, Atlético Chiriquí, Colón C-3, CD Centenario, San Martín FC, Azuero FC, SD Panamá Oeste y Leones de América FC.
A continuación cómo se distribuyen estos equipos por ciudad.
| Ciudad (Provincia)         | Equipos                                                |
| -------------------------- | ------------------------------------------------------ |
| Panamá (Panamá)            | Leones de América, SD Atlético Nacional, San Martín FC |
| Colón (Colón)              | Colón C-3, CD Centenario                               |
| David (Chiriquí)           | Atlético Chiriquí                                      |
| La Chorrera (Panamá Oeste) | SD Panamá Oeste                                        |
| Chitré (Herrera)           | Azuero FC                                              |

| Colón C-3 CD Centenario SD Panamá Oeste Leones de América SD Atlético Nacional San Martín FC Azuero FC Atlético Chiriquí |

## Fase Regular
Jornada 1
| Fecha       | Hora    | Equipo local      | Resultado | Equipo visitante     | Estadio                        |
| ----------- | ------- | ----------------- | --------- | -------------------- | ------------------------------ |
| 15 de marzo | 8:00 pm | Leones de América | 2:0       | SD Atlético Nacional | Luis Ernesto 'Cascarita' Tapia |
| 16 de marzo | 6:00 pm | Colón C3          | 1:2       | Azuero FC            | Armando Dely Valdés            |
| 16 de marzo | 7:00 pm | Atlético Chiriquí | 1:2       | CD Centenario        | San Cristóbal                  |
| 16 de marzo | 9:00 pm | San Martín FC     | 0:0       | SD Panamá Oeste      | Luis Ernesto 'Cascarita' Tapia |

Jornada 2
| Fecha       | Hora    | Equipo local      | Resultado | Equipo visitante     | Estadio                        |
| ----------- | ------- | ----------------- | --------- | -------------------- | ------------------------------ |
| 22 de marzo | 8:00 pm | San Martín FC     | 2:1       | Azuero FC            | Luis Ernesto 'Cascarita' Tapia |
| 23 de marzo | 6:00 pm | Colón C3          | 1:2       | SD Atlético Nacional | Armando Dely Valdés            |
| 23 de marzo | 6:00 pm | SD Panamá Oeste   | 1:1       | CD Centenario        | Agustín 'Muquita' Sánchez      |
| 24 de marzo | 5:00 pm | Leones de América | 3:1       | Atlético Chiriquí    | Luis Ernesto 'Cascarita' Tapia |

Jornada 3
| Fecha       | Hora    | Equipo local         | Resultado | Equipo visitante  | Estadio                  |
| ----------- | ------- | -------------------- | --------- | ----------------- | ------------------------ |
| 29 de marzo | 8:00 pm | SD Atlético Nacional | 2:2       | San Martín FC     | Maracaná de El Chorrillo |
| 29 de marzo | 8:00 pm | Colón C3             | 1:3       | Atlético Chiriquí | Armando Dely Valdés      |
| 30 de marzo | 6:00 pm | CD Centenario        | 1:1       | Leones de América | Armando Dely Valdés      |
| 30 de marzo | 7:00 pm | Azuero FC            | 1:1       | SD Panamá Oeste   | Los Milagros             |

Jornada 4
| Fecha      | Hora    | Equipo local         | Resultado | Equipo visitante  | Estadio                        |
| ---------- | ------- | -------------------- | --------- | ----------------- | ------------------------------ |
| 2 de abril | 8:00 pm | SD Panamá Oeste      | 4:1       | Leones de América | Agustín 'Muquita' Sánchez      |
| 2 de abril | 8:00 pm | San Martín FC        | 2:1       | Atlético Chiriquí | Luis Ernesto 'Cascarita' Tapia |
| 3 de abril | 8:00 pm | SD Atlético Nacional | 2:0       | Azuero FC         | Maracaná de El Chorrillo       |
| 3 de abril | 8:00 pm | CD Centenario        | 1:0       | Colón C3          | Armando Dely Valdés            |

Jornada 5
| Fecha      | Hora    | Equipo local      | Resultado | Equipo visitante     | Estadio                   |
| ---------- | ------- | ----------------- | --------- | -------------------- | ------------------------- |
| 6 de abril | 6:00 pm | CD Centenario     | 1:0       | San Martín FC        | Armando Dely Valdés       |
| 7 de abril | 5:00 pm | Leones de América | 1:4       | Colón C3             | Maracaná de El Chorrillo  |
| 7 de abril | 5:00 pm | SD Panamá Oeste   | 1:1       | SD Atlético Nacional | Agustín 'Muquita' Sánchez |
| 7 de abril | 5:00 pm | Atlético Chiriquí | 2:0       | Azuero FC            | San Cristóbal             |

Jornada 6
| Fecha       | Hora    | Equipo local      | Resultado | Equipo visitante     | Estadio             |
| ----------- | ------- | ----------------- | --------- | -------------------- | ------------------- |
| 12 de abril | 8:00 pm | CD Centenario     | 0:3       | SD Atlético Nacional | Armando Dely Valdés |
| 13 de abril | 6:00 pm | Colón C3          | 0:1       | San Martín FC        | Armando Dely Valdés |
| 13 de abril | 7:00 pm | Azuero FC         | 0:0       | Leones de América    | Los Milagros        |
| 13 de abril | 7:00 pm | Atlético Chiriquí | 2:0       | SD Panamá Oeste      | San Cristóbal       |

Jornada 7
| Fecha       | Hora    | Equipo local         | Resultado | Equipo visitante  | Estadio                        |
| ----------- | ------- | -------------------- | --------- | ----------------- | ------------------------------ |
| 27 de abril | 6:00 pm | Azuero FC            | 3:4       | CD Centenario     | Los Milagros                   |
| 27 de abril | 6:00 pm | SD Atlético Nacional | 1:2       | Atlético Chiriquí | Maracaná de El Chorrillo       |
| 27 de abril | 6:00 pm | SD Panamá Oeste      | 6:1       | Colón C3          | Agustín 'Muquita' Sánchez      |
| 27 de abril | 6:00 pm | Leones de América    | 0:0       | San Martín FC     | Luis Ernesto 'Cascarita' Tapia |

## Clasificación
|    | Equipos              | PJ | PG | PE | PP | GF | GC | Dif. | Pts. |
| -- | -------------------- | -- | -- | -- | -- | -- | -- | ---- | ---- |
| 1. | CD Centenario        | 7  | 4  | 2  | 1  | 10 | 9  | 1    | 14   |
| 2. | San Martín FC        | 7  | 3  | 3  | 1  | 7  | 5  | 2    | 12   |
| 3. | Atlético Chiriqui    | 7  | 4  | 0  | 3  | 12 | 9  | 3    | 12   |
| 4. | SD Atlético Nacional | 7  | 3  | 2  | 2  | 11 | 8  | 3    | 11   |
| 5. | SD Panamá Oeste      | 7  | 2  | 4  | 1  | 13 | 7  | 6    | 10   |
| 6. | Leones de América    | 7  | 2  | 3  | 2  | 8  | 10 | -2   | 9    |
| 7. | Azuero FC            | 7  | 1  | 2  | 4  | 7  | 12 | -5   | 5    |
| 8. | Colón C3             | 7  | 1  | 0  | 6  | 8  | 16 | -8   | 3    |